# 1549
- Wikisource

| Calendário gregoriano                                                        | 1549 MDXLIX                                          |
| Ab urbe condita                                                              | 2302                                                 |
| Calendário arménio                                                           | 998 – 999                                            |
| Calendário bahá'í                                                            | -295 – -294                                          |
| Calendário budista                                                           | 2093                                                 |
| Calendário chinês                                                            | 4245 – 4246 Início a 28 de janeiro (aproximadamente) |
| Calendário copta                                                             | 1265 – 1266                                          |
| Calendário etíope                                                            | 1541 – 1542                                          |
| Calendários hindus - Vikram Samvat - Calendário nacional indiano - Cáli Iuga | 1604 – 1605 1470 – 1471 4649 – 4650                  |
| Calendário Holoceno                                                          | 11549                                                |
| Calendário islâmico                                                          | 956 – 957                                            |
| Calendário judaico                                                           | 5309 – 5310                                          |
| Calendário persa                                                             | 927 – 928                                            |
| Calendário rúnico                                                            | 1799                                                 |
| Calendário solar tailandês                                                   | 2092                                                 |

1549 (MDXLIX, na numeração romana) foi um ano comum do século XVI do Calendário Juliano, da Era de Cristo, e a sua letra dominical foi F (52 semanas), teve início a uma terça-feira e terminou também a uma terça-feira.
| Ano completo                       |
| ---------------------------------- |
| Ano comum com início à terça-feira |

## Eventos
- 7 de janeiro - Tomé de Sousa torna-se o primeiro governador-geral do Brasil.
- 29 de março - Fundação da cidade do Salvador, na Bahia.
- 1º de Novembro - Instalação da cidade de Salvador, Bahia, Brasil.
- 12 de Dezembro - Nomeação de D. Baltazar de Évora no cargo de ouvidor e visitador geral das ilhas dos Açores.
- Compra da capitania de Machico pelo Conde de Vimioso.

## Nascimentos
- Janeiro
  - 16 de Janeiro - Johannes Pappus, teólogo luterano e confessionalista alemão (m. 1610).
  - 17 de Janeiro - Octavian Secundus Fugger, Conde de Fugger (m. 1600).
  - 26 de Janeiro - Francesco Bassano, O Jovem, pintor italiano (m. 1592).
  - 26 de Janeiro - Jacob Ebert, teólogo luterano alemão (m. 1614).
- Fevereiro
  - 3 de Fevereiro - Louis de Valois-Angoulême, príncipe da França, segundo filho do rei da França Henrique II e de Catarina de Médici, (m. 24 de Outubro de 1549).
  - 4 de Fevereiro - François-Eustache du Caurroy, compositor francês (m. 1609).
  - 20 de Fevereiro - Francesco Maria II Della Rovere, condottiero italiano (m. 1631).
- Março
  - 6 de Março - Elisabeth, Condessa de Solms-Laubach, filha de Friedrich Magnus, Conde de Solms-Laubach (1521-1561) (m. 1599).
  - 10 de Março - Francesco Solano, religioso e santo espanhol (m. 1610).
  - 10 de Março - Friedrich Ernst Peters, escritor religioso alemão e colecionador de provérbios (m. 1617).
  - 11 de Março - Hendrik Laurenszoon Spiegel, humanista holandês (m. 1612). Hendrik Laurenszoon Spiegel (1549-1612)

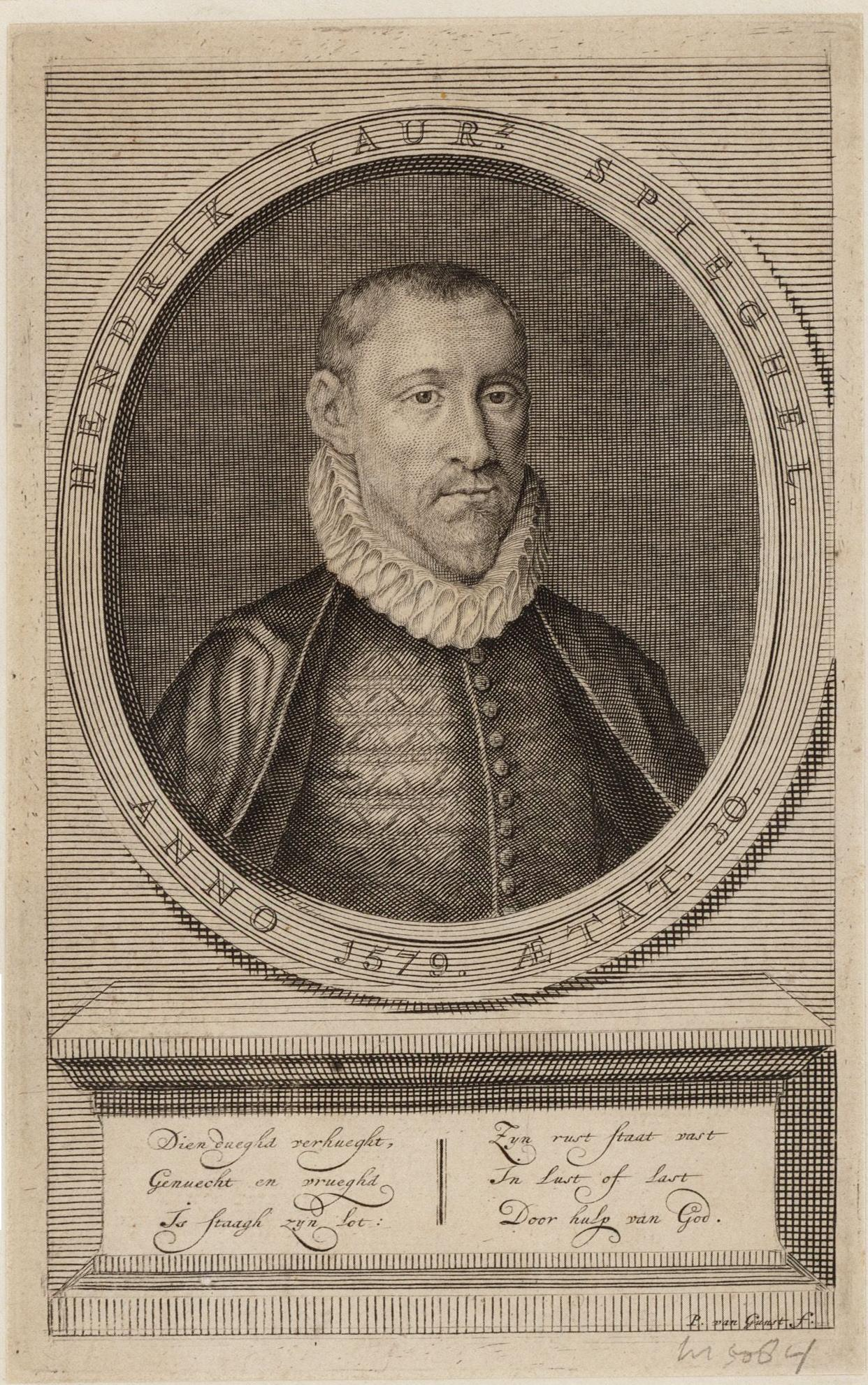
Hendrik Laurenszoon Spiegel (1549-1612)

  - 14 de Março - Wolfgang Hegius, filólogo e reitor holandês (m. c1600).
  - 17 de Março - Hans Christoffel Stimmer, pintor suíço (m. 1578).
  - 19 de Março - Peder Jensen Vinstrup, sacerdote dinamarquês e Bispo de Sjælland (m. 1614).
- Abril
  - 5 de Abril - Françoise d'Orléans-Longueville, segunda esposa de Luís, Príncipe de Condé (1530-1569) (m. 1601).
  - 15 de Abril - Pietro Cataldi, matemático italiano (m. 1626).
  - 20 de Abril - Charles d'Affringues, religioso francês e general da Ordem dos Cartuxos (m. 1632).
  - 24 de Abril - Georg Henisch, médico, matemático e bibliotecário e professor em Augsburg (m. 1618).
- Junho
  - 1 de Junho - Alessandro Spontone, compositor e instrumentalista italiano (m. c1590).
  - 18 de Junho - Gabriel Velázquez, filósofo e teólogo católico espanhol (m. 1604).
  - 23 de Junho - Anna Elisabeth, Princesa do Palatino, filha de Frederico III, Eleitor Palatino (1515-1576) (m. 1609).
- Julho
  - 1º de Julho - Decio Azzolino I, cardeal italiano (m. 1587).
  - 2 de Julho - Sabina de Württemberg, filha de Cristóvão de Württemberg (1515-1568) (m. 1581).
  - 5 de Julho - Francesco Maria Bourbon del Monte Santa Maria, cardeal e diplomata italiano (m. 1627).
  - 25 de Julho - Maria Jacoba, Condessa de Hohenzollern, filha de Carlos I, Conde de Hohenzollern (1516-1576) (m. 1578).
  - 25 de Julho - Marta Gabrielsdotter Oxenstierna, filha de Gabriel Christersson Oxenstierna (1510-1585) (m. 1590).
  - 25 de Julho - Świętosław Orzelski, historiador polonês (m. 1598).
  - 26 de Julho - Ana Amália, Condessa de Nassau (m. 1598).
  - 30 de Julho - Ferdinando I de Médici, Grão Duque de Toscana e cardeal italiano (m. 1609).
- Agosto Henry Savile(1549-1622)

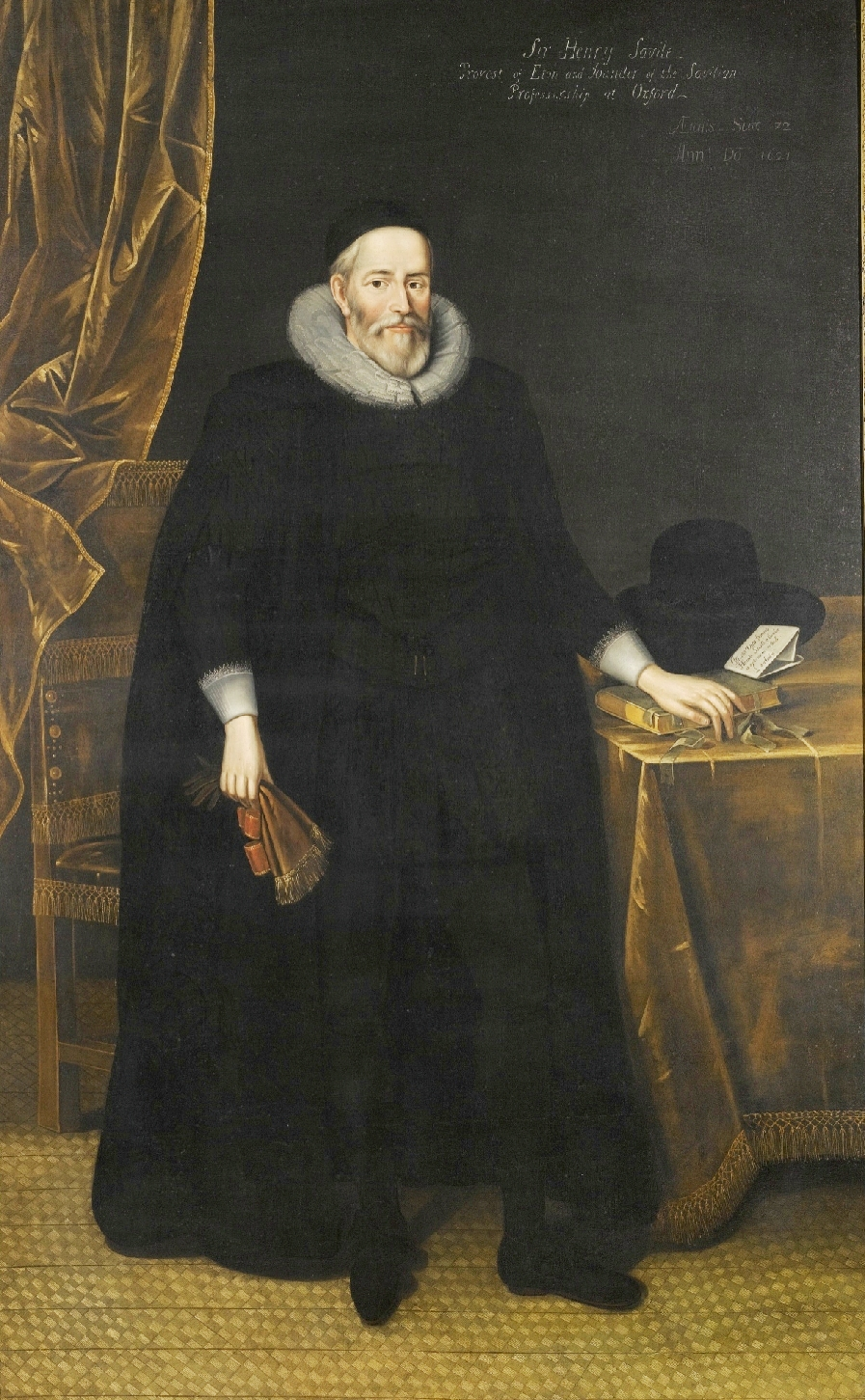
Henry Savile(1549-1622)

  - 2 de Agosto - Mikołaj Krzysztof Radziwiłł, O Órfão, conde marechal da Lituânia (m. 1616). Mikołaj Radziwiłł (1549-1616)

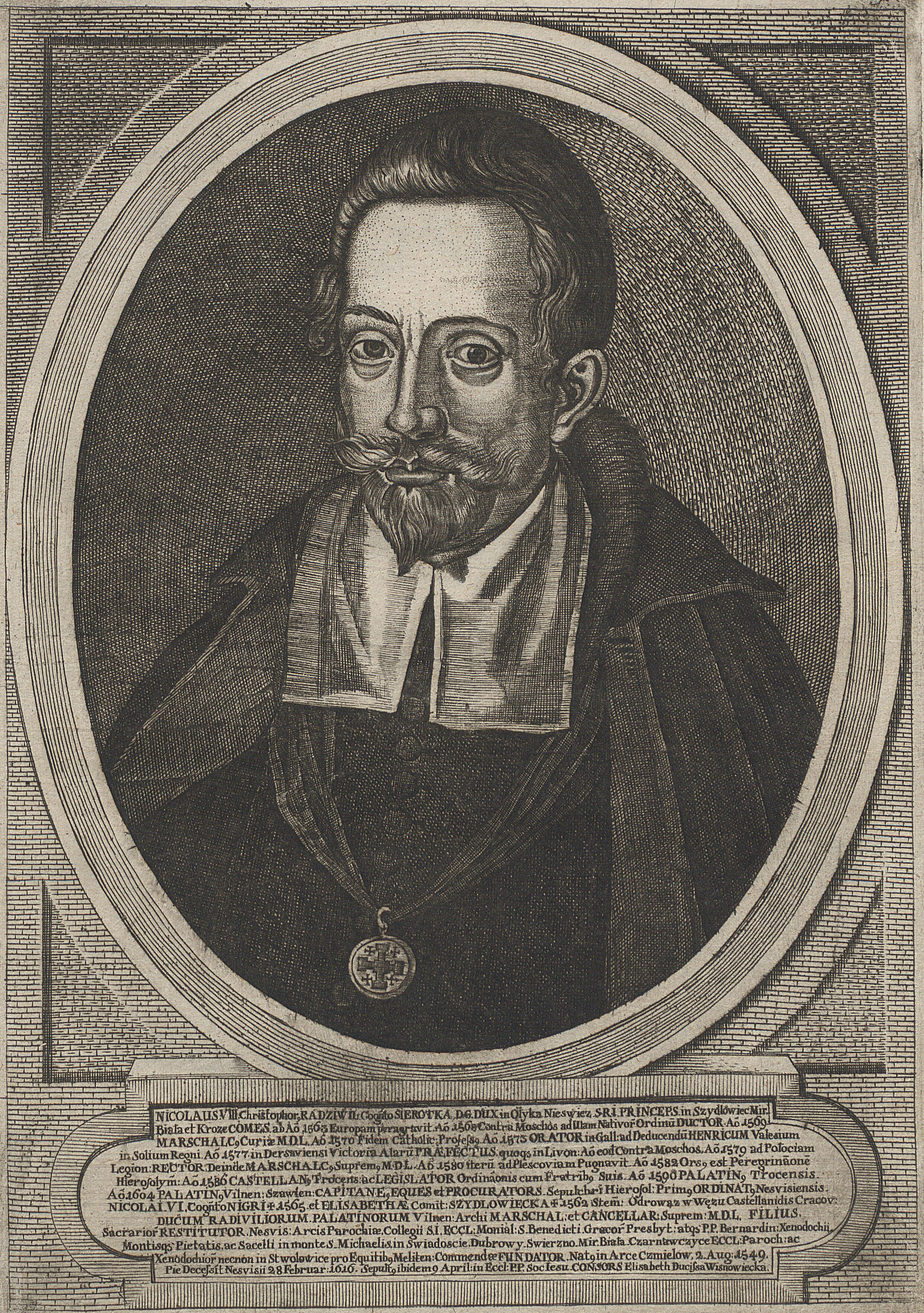
Mikołaj Radziwiłł (1549-1616)

  - 10 de Agosto - Catarina de Brandemburgo-Küstrin, filha de João de Brandemburgo-Küstrin (1513-1571) (m. 1602).
  - 29 de Agosto - Laurentius Peckenstein, Lorenz Peckenstein, historiador alemão (m. 1618).
- Setembro
  - 1 de Setembro - Carlos Filipe de Croÿ, Marquês de Havre e Conde de Fontenoy (m. 1613).
  - 9 de Setembro - Hans von  Wolfersdorf, Lord Chamberlain alemão (m. 1610).
  - 14 de Setembro - Alfonso de Guzman, Duque de Medina (m. 1615).
- Outubro
  - 1 de Outubro - Ana de São Bartolomeu, religiosa espanhola (m. 1626).
  - 11 de Outubro - Jakob Andreae, sacerdote alemão (m. 1630).
  - 17 de Outubro - Dionysius Gothofredus, jurista francês (m. 1622).
- Novembro
  - 2 de Novembro - Ana da Áustria, Arquiduquesa da Áustria (m. 1580). Caspar Ulenberg(1549-1617)

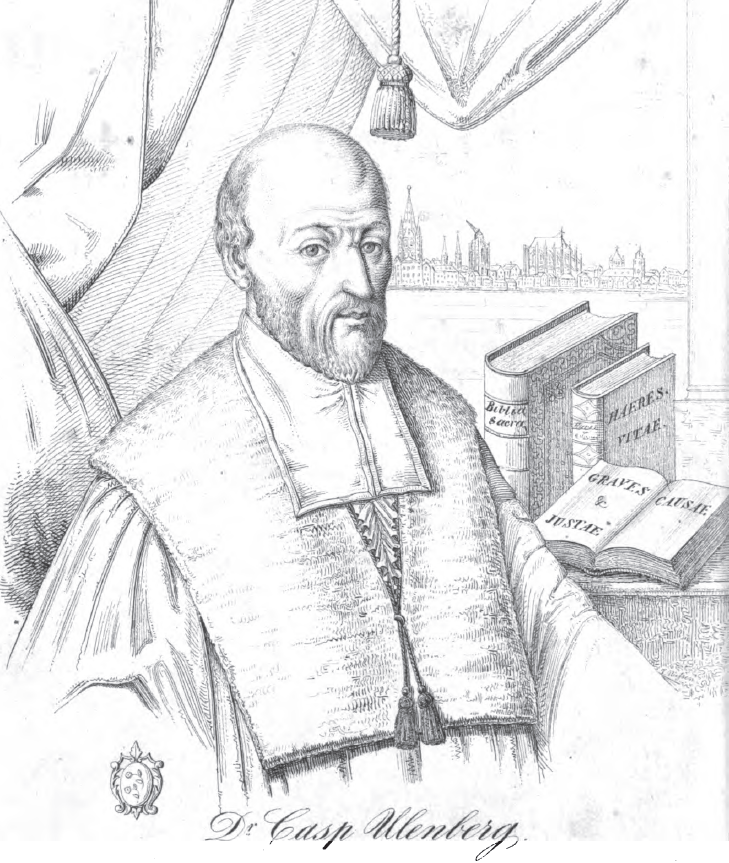
Caspar Ulenberg(1549-1617)

  - 4 de Novembro - Muzio Effrem, compositor de madrigais (m. 1626).
  - 5 de Novembro - Philippe Duplessis-Mornay, teólogo e reformador francês (m. 1623).
  - 11 de Novembro - Francesco Cenci, nobre romano, pai da célebre Beatrice Cenci (1577-1599) (m. 1598).
  - 28 de Novembro - Charles de Chambes, Conde de Montsoreau, (m. 1621).
  - 30 de Novembro - Andreas Calagius, poeta alemão (m. 1609).
  - 30 de Novembro - Sir Henry Savile, tradutor da Bíblia (m. 1622).
- Dezembro
  - 1 de Dezembro - Johan van der Veeken, Burgomestre de Antuérpia (m. 1616).
  - 5 de Dezembro - Costanzo Antegnat, compositor e organista italiano (m. 1624).
  - 20 de Dezembro - John Petre, par da Inglaterra (m. 1613).
  - 24 de Dezembro - Caspar Ulenberg, teólogo, poeta e compositor alemão (m. 1617).
  - 27 de Dezembro - João de Lucena, jesuíta e escritor português (m. 1600).
- Datas Incompletas

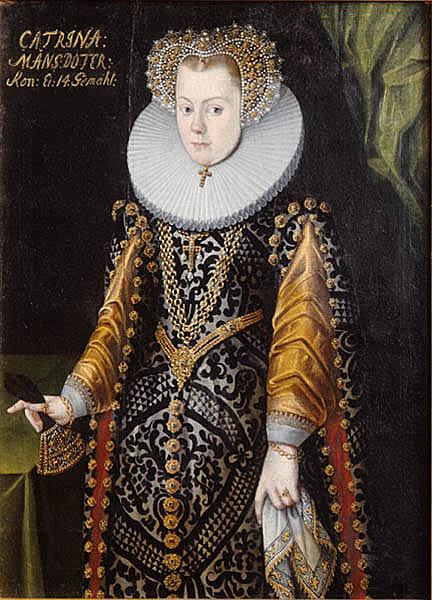
Quadro presumido da Princesa Elizabeth da Suécia (1549-1597)

- Abraham van Goorle, Abraham Gorlaeus, antiquariano e numismata flamengo (m. 1608).
- Ahmed IV, el-Mansour, Sultão do Marrocos entre 1578 e 1603. (m. 1603).
- Cecilia Brusasorzi, pintora italiana (m. 1593).
- Christoph Gundermann, teólogo alemão (m. 1622).
- Elisabeth da Suécia, Elisabetta Vasa, filha do rei Gustavo Vasa da Suécia (m. 1597).
- Francesco Soriano, compositor italiano (m. 1621).
- Gerolamo Campagna, escultor italiano, discípulo do arquiteto e escultor italiano Danese Cattaneo (1512-1572) (m. 1626).
- Giovanni Battista Tarilli, pintor e miniaturista suíço (m. 1614).
- Giovanni Contarini, pintor italiano (m. 1605).
- Girolamo Imparato, pintor italiano (m. 1607).
- Hans Lavater, pintor de vidros alemão (m. 1595).
- Hayashizaki Shigenobu, samurai japonês (m. 1621).
- Jerónimo Javier, jesuíta e missionário espanhol na Índia (m. 1617).
- John Davidson, ministro e erudito bíblico escocês (m. 1604).
- John Rainolds, erudito inglês e tradutor da Bíblia (m. 1607).
- Juán de Onate, explorador mexicano (m. 1624).
- Juan de Salcedo, conquistador espanhol (m. 1576).
- Kasper Miaskowski, poeta polonês (m. (1622).
- Kutsuki Mototsuna, comandante militar japonês (m. 1632).

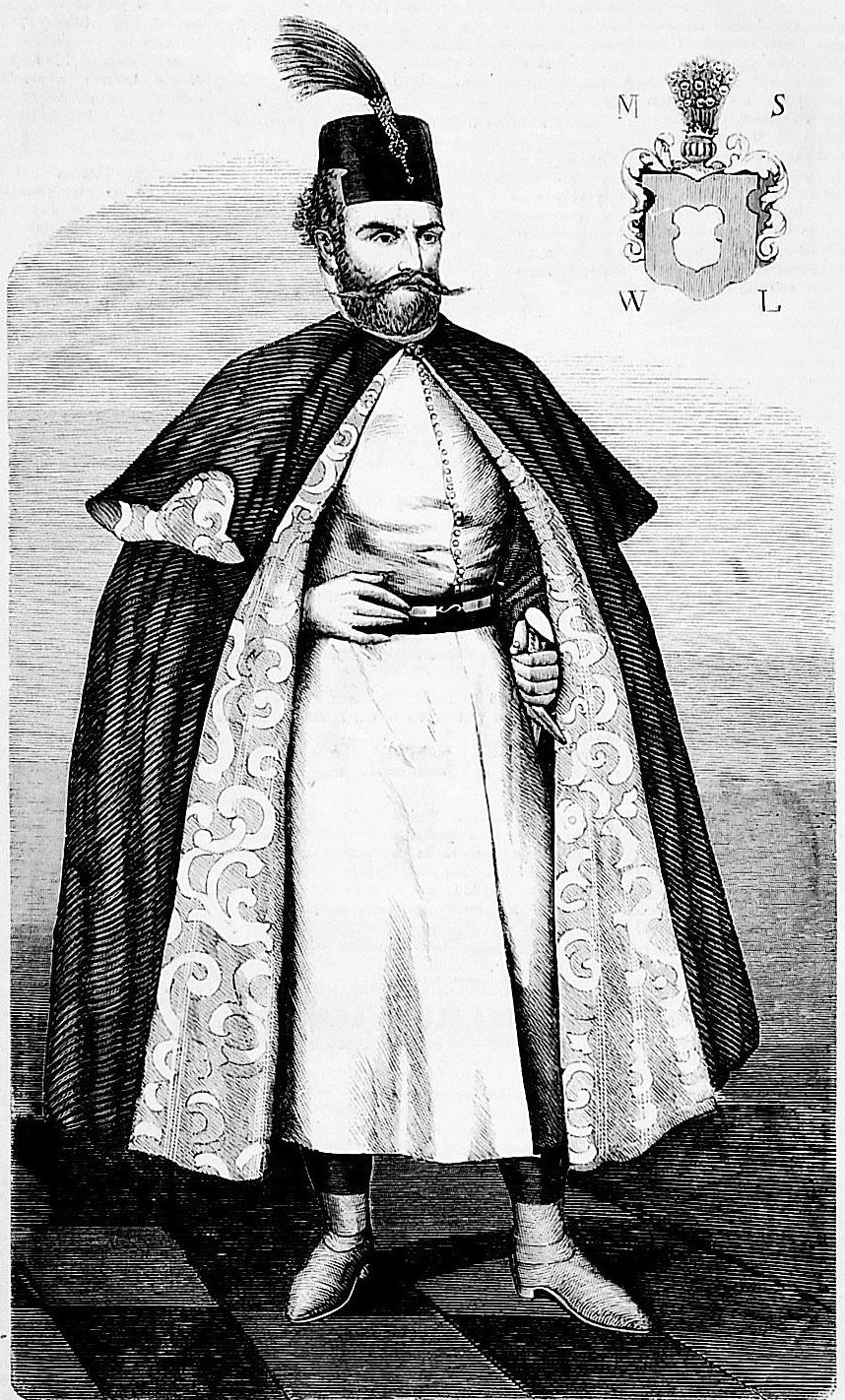
Marek Sobieski(1549-1605)

- Luís de Amboise, Senhor de Bussy, gentil-homem na corte de Henrique III (m. 1579).
- Marek Sobieski, nobre polonês e castelão de Lublin (m. 1605).
- Marie Touchet, amante do rei Carlos IX da França (m. 1638).
- Marija Temrjukovna, em russo Мария Темрюковна, segunda esposa de Ivan IV da Rússia (m. 1569).
- Martín de Goiti, conquistador espanhol e um dos fundadores da cidade de Manila. (m. 1576).
- Martin Fotherby, Bispo de Salisbury, (m. 1619).
- Michiel Coignet, engenheiro militar, topógrafo e geógrafo belga (m. 1623).
- Nicolò Vito di Gozze, em croata Nikola Vitov Gučetić, filósofo dálmata (m. 1610).
- Ogawa Suketada, guerreiro japonês durante o Período Edo (1603-1868) (m. 1601).
- Sébastien Zamet, Sebastiano Zametti, financista francês de origem italiana a serviço do rei Henrique III da França m. (1614).
- Simon Stevin, engenheiro, físico e matemático flamengo (m. 1620).
- Thomas Stephens, mercador e sacerdote inglês na Índia (m. 1619).
- Thomas Worthington, sacerdote católico inglês e 3° Presidente do Colégio Douai (m. 1627).
- Tommaso Garzoni, escritor italiano (m. 1589).

## Mortes
- Datas Incompletas
  - Aelbrecht Bouts, pintor flamengo (n. c1455).
  - Daniel Bomberg, impressor e editor de obras em hebraico.
  - Diego Centeno, conquistador espanhol (n. 1514).
  - Diego Cepeda, político espanhol (n. c1495).
  - Domenico da Cortona, arquiteto e gravador italiano (n. 1465).
  - Gaspare Negro, pintor italiano (n. 1475).
  - Giovanni Maria Tolosani, religioso e teólogo italiano (n. 1471).
  - Idelette de Bure, esposa do reformador francês João Calvino (n. 1509).
  - Johannes Vögelin, astrônomo e matemático austríaco (n. 1500).
  - Martinillo, intérprete peruano dos conquistadores espanhóis durante o período colonial do Peru (n. 1518).
  - Oswald von Zurlauben, mercenário suíço a serviço de vários papas.
  - Paullu Inca, príncipe inca (n. 1518).
- Janeiro
  - 1 de Janeiro - Catarina de Amboise, poetisa francesa e filha de Carlos I de Amboise (1430-1481) (n. 1481). Catarina de Amboise (1482-1549)

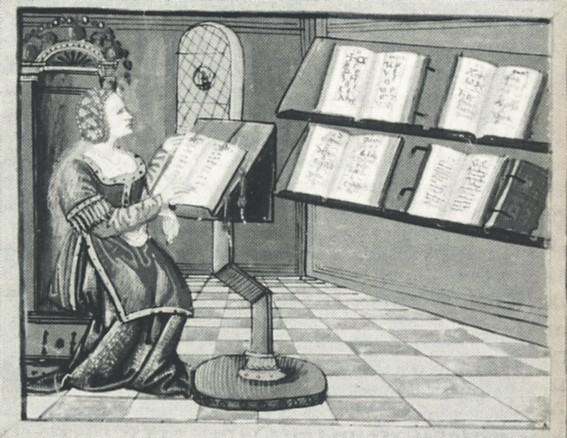
Catarina de Amboise (1482-1549)

  - 18 de Janeiro - Evangelista da Pian di Meleto, pintor italiano (n. 1460).
  - 19 de Janeiro - Barthout van Assendelft, advogado holandês (n. ?).
  - 23 de Janeiro - Johannes Honterus, Johann Honter, reformador alemão (n. c1498). Johannes Honterus (1498-1549), gravura de 1550

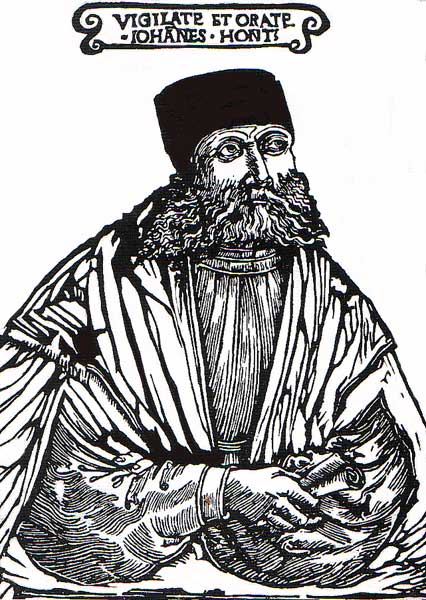
Johannes Honterus (1498-1549), gravura de 1550

  - 28 de Janeiro - Elia Levita, filólogo, humanista, poeta e gramático de idioma iídiche (n. 1469).
- Fevereiro
  - 1 de Fevereiro - Melchior Lotter, o Velho, livreiro e editor alemão (n. 1470).
  - 3 de Fevereiro - Sri Suriyothai, rainha consorte do Sião, morreu em batalha em defesa de seu marido.
  - 6 de Fevereiro - Martin Schaffner, pintor e medalhista alemão (n. 1478).
  - 13 de Fevereiro - Katharina Schenk von Erbach, filha de Johann Werner II (1480-1548) (n. c1486).
  - 14 de Fevereiro - Uberto Gambara, Bispo de Tortona e cardeal italiano (n. 1489).
  - 15 de Fevereiro - Sodoma, Giovanni Antonio Bazzi, pintor italiano (n. 1477).
- Março
  - 14 de Março - Lorenzo Cybo, general italiano (n. 1500).
  - 14 de Março - Antônio de Categeró, santo e religioso português.
  - 20 de Março - Thomas Seymour, 1° Barão Seymour of Sudeley, diplomata e político inglês (n. 1508).
  - 25 de Março - Vitus Theodorus, nome original Veit Dietrich, teólogo luterano alemão (n. 1506).
- Abril
  - Andrew Boorde, viajante inglês (n. 1490).
  - Philip II de Croÿ, 1° Duque de Aerschot (n. 1496).
  - 3 de Abril - Ascanio Parisani, Bispo de Rimini (n. Tolentino).
  - 3 de Abril - Matsudaira Hirotada, daymio japonês (n. 1526).
  - 9 de Abril - Anna, Condessa de Oettingen, (n. 1510).
- Maio
  - 1º de Maio - Angiolo Colocci, humanista italiano (n. 1467).
  - 17 de Maio - Michel von Derenburg, magnata alemão.
  - 27 de Maio - Elisabeth Dirks, diácona holandesa, executada por afogamento.
- Junho
  - 3 de Junho - Johannes Ludwig Brassicanus, filólogo e jurista austríaco de origem alemã (n. 1509).
  - 7 de Junho - Eelke Fouckens, anabatista frísio, morreu decapitado.
  - 13 de Junho - Garcia de Sá, 14° governador da Índia (n. 1486).
  - 22 de Junho - Andrzej Samuel, clérigo e reformador polonês.
  - 25 de Junho - Wendel Roßkopf, arquiteto alemão (n. 1480).
- Julho
  - 17 de Julho - George Seton, 4° Lord Seton.
  - 18 de Julho - Miyoshi Masanaga, 三好 政長, samurai japonês (n. 1508).
- Agosto
  - Jacob Ziegler, teólogo, cartógrafo e geógrafo alemão c(n. 1470).
  - 7 de Agosto - Hartmuth von Cronberg, reformador alemão (n. 1488). Verona, Ponte Pietra, pintura de Antonio Abbondi, O Velho (1505-1549)

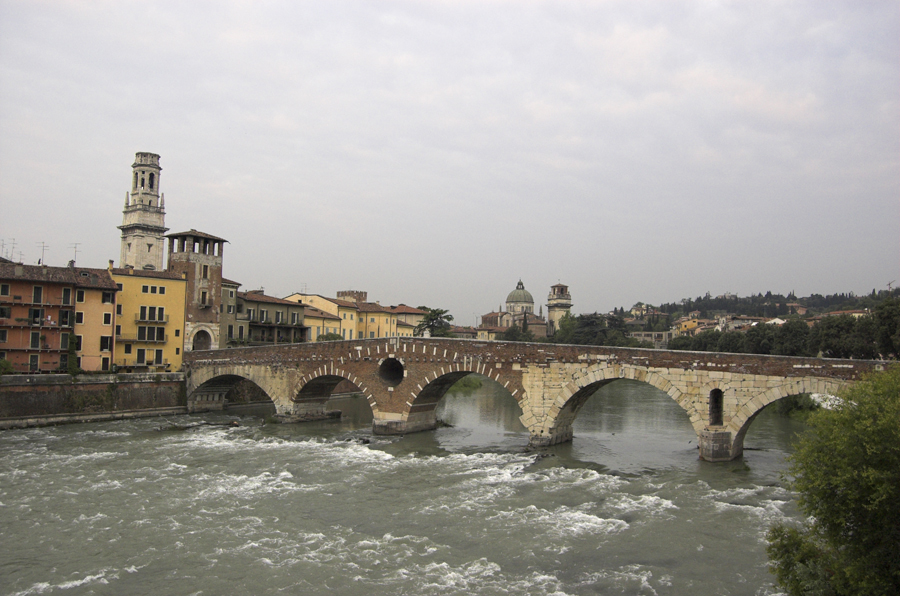
Verona, Ponte Pietra, pintura de Antonio Abbondi, O Velho (1505-1549)

  - 11 de Agosto - Otto I von Braunschweig, Príncipe de Lüneburg (n. 1495).
  - 14 de Agosto - Filiberto Ferrero, Bispo de Ivrea e cardeal italiano (n. 1500).
  - 15 de Agosto - Nickel von  Minckwitz, nobre e reformador alemão (n. 1485).
  - 26 de Agosto - Reverendo Adriano, Адриан Ондрусовский, santo e mártir russo.
- Setembro
  - 20 de Setembro - Hans Baumgartner, O Jovem, Barão de Hohenschwangau de Erbach (n. 1488).
  - 21 de Setembro - Benedetto Accolti, O Jovem, Arcebispo de Ravena e cardeal italiano (n. 1497).
- Outubro
  - 1 de Outubro - Johann Briesmann, teólogo e reformador alemão (n. 1488). Johann Briesmann (1488-1549)

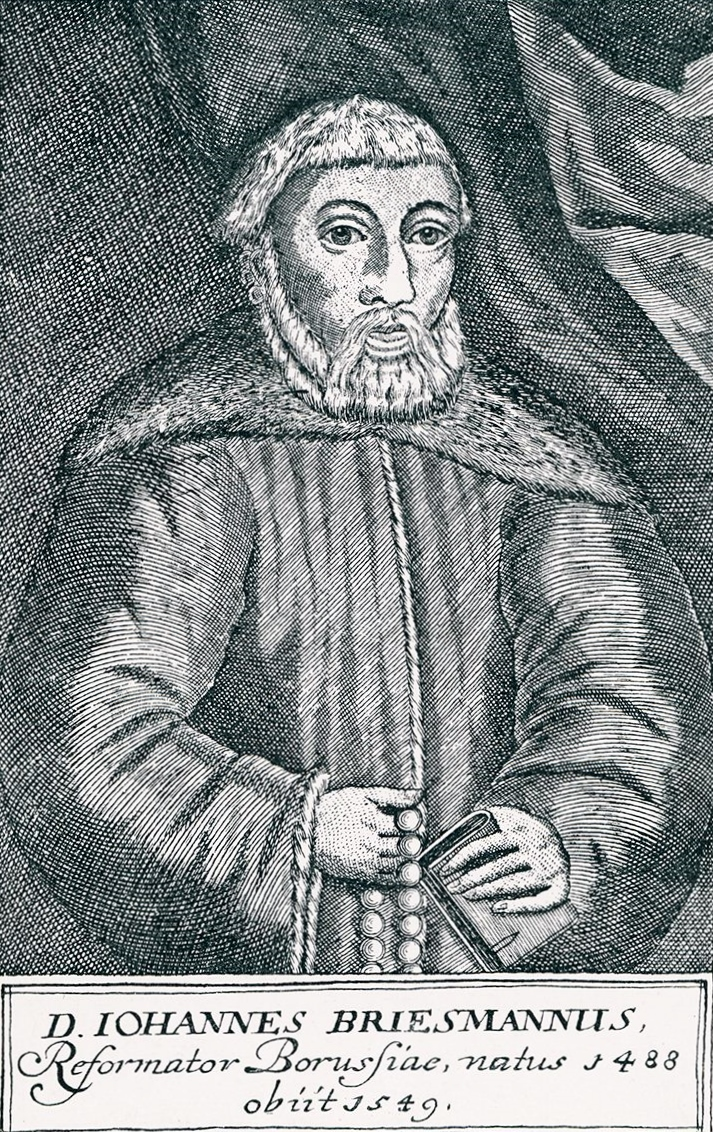
Johann Briesmann (1488-1549)

  - 3 de Outubro - Karl Wolfgang van Oettingen, príncipe holandês (n. 1485).
  - 16 de Outubro - Michèlle Gaillard, Senhora de Bury (n. 1488).
  - 20 de Outubro - Trifone Gabrielli, humanista italiano (n. 1470).
  - 28 de Outubro - Johannes de Brusten, Jan van Brusten, sacerdote belga (n. ?).
- Novembro
  - 4 de Novembro - Bartolomeo Guidiccioni, Bispo de Teramo e cardeal italiano (n. 1469).
  - 6 de Novembro - Antonio Abbondi, O Velho, dito Lo Scarpagnino, arquiteto e escultor italiano (n.1505).
  - 10 de Novembro - Papa Paulo III, Alessandro Farnese, Papa de 1534 até 1549 (n. 1468).
  - 13 de Novembro - Paul Fagius, reformador, hebraísta e erudito bíblico (n. 1504).
  - 13 de Novembro - Sebastian von Weitmühl, Šebestián Krabice z Veitmile , explorador de minério de prata e contra-reformista tcheco (n. 1490).
  - 26 de Novembro - Henry Somerset, 2° Conde de Worcester (n. 1496).
  - 30 de Novembro - Johann von Maltitz, teólogo católico e Bispo de Meißen (n. 1491).
- Dezembro
  - 6 de Dezembro - Ferdinando Orsini I, 5° Duque de Gravina.
  - 7 de Dezembro - Robert Kett, rebelde inglês, morreu executado (n. 1492).
  - 19 de Dezembro - Ennio Filonardi, cardeal italiano (n. 1466).
  - 21 de Dezembro - Margarete de Angoulême, Rainha de Navarra, poetisa e diplomata (n. 1492).

## Por tema
- 1549 no Brasil